# Coupe du monde cycliste féminine de Montréal 2009
La 12e édition de la Coupe du monde cycliste féminine de Montréal a lieu le 30 mai 2009. C'est la sixième épreuve de la Coupe du monde. Elle est remportée par la Britannique Emma Pooley.

## Équipes
| Équipes féminines professionnelles (9)- Cervélo TestTeam - Columbia-HTC Women - ESGL 93-GSD Gestion - Hitec Products-UCK - Lotto-Belisol Ladiesteam - MTN Women - Equipe Nürnberger Versicherung - Selle Italia Ghezzi - Uniqa-Elk Équipes nationales (5)- Allemagne - Australie - Canada - Mexique - Suède Équipe féminines amateur (7)- Equipe Cascades-ABC Cycles - Colavita-Sutter Home p/b Cooking Light - Québec - Specialized Mazda Samson - Tibco - Ultralink - Webcor Builders |
| |

## Parcours

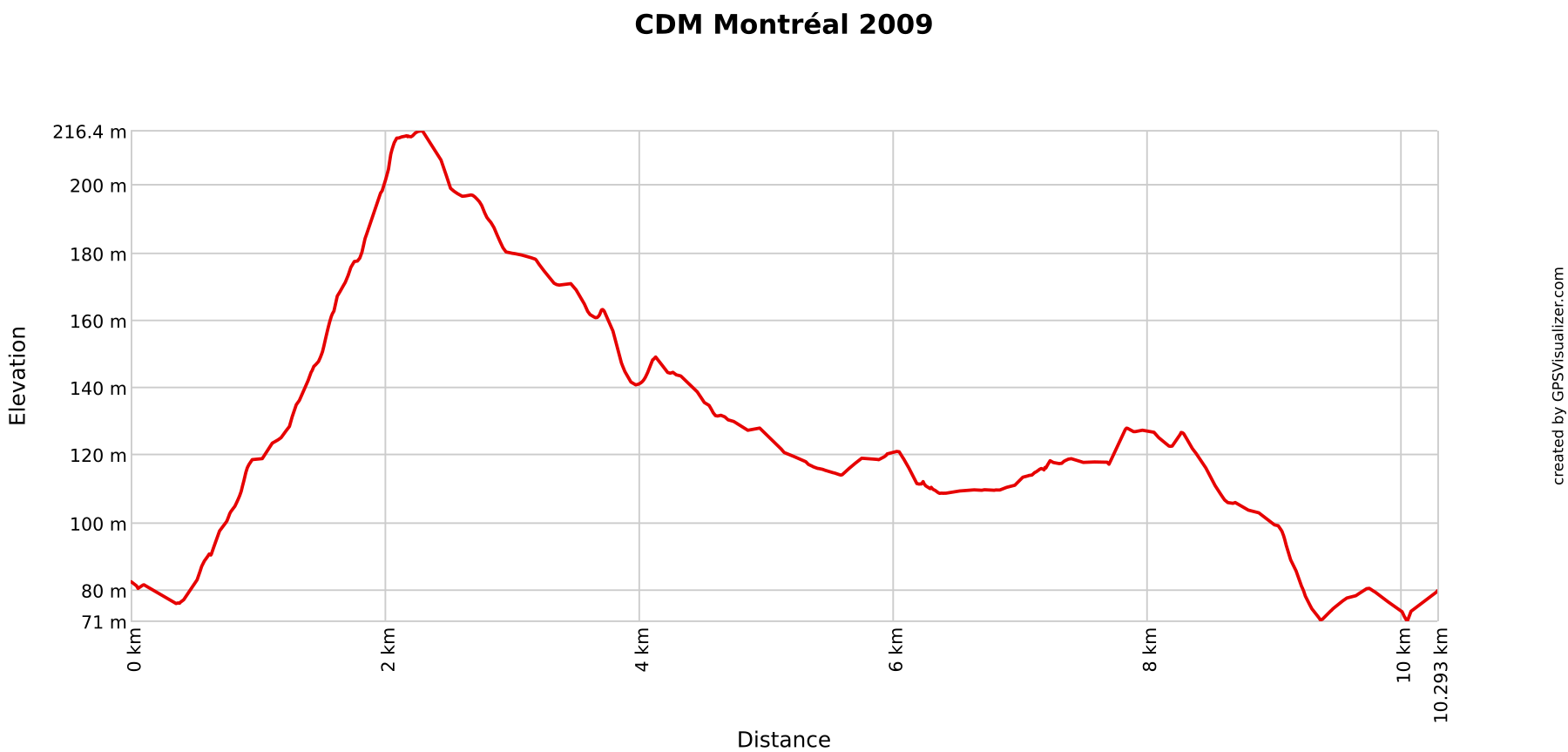
Profil du circuit

Douze tours d'un circuit long de 10 km autour du Mont Royal,.

## Favorites
La vainqueur sortante, Judith Arndt, fait figure de favorite. Emma Johansson a l'occasion de marquer des points sur la Coupe du monde.

## Récit de la course
Emma Pooley attaque dans le premier kilomètre de la course. Son avance atteint quatre minutes. Les formations Nürnberger-Versicherung et Columbia-Highroad se mettent alors en chasse. Le peloton se réduit à un groupe de quinze puis dix coureuses. Ce groupe ne parvient pas à revenir sur Emma Pooley qui remporte donc l'épreuve. Emma Johansson règle au sprint le groupe de poursuite.

## Classements

### Classement final
| \| Classement général \| Classement général \| Classement général \| Classement général \| Classement général \| \| Coureuse \| Coureuse \| Pays \| Équipe \| Temps \| \| ------------------ \| ------------------ \| ------------------ \| -------------------------------------- \| ------------------ \| \| 1re \| Emma Pooley \| Royaume-Uni \| Cervélo TestTeam \| 3 h 09 min 09 s \| \| 2e \| Emma Johansson \| Suède \| Suède \| + 1 min 14 s \| \| 3e \| Trixi Worrack \| Allemagne \| Equipe Nürnberger Versicherung \| + 1 min 14 s \| \| 4e \| Ruth Corset \| Australie \| Australie \| + 1 min 14 s \| \| 5e \| Regina Bruins \| Pays-Bas \| Cervélo TestTeam \| + 1 min 14 s \| \| 6e \| Catherine Cheatley \| Nouvelle-Zélande \| Colavita-Sutter Home p/b Cooking Light \| + 1 min 14 s \| \| 7e \| Tiffany Cromwell \| Australie \| Colavita-Sutter Home p/b Cooking Light \| + 1 min 18 s \| \| 8e \| Erinne Willock \| Canada \| Webcor Builders \| + 1 min 21 s \| \| 9e \| Carla Ryan \| Australie \| Cervélo TestTeam \| + 1 min 24 s \| \| 10e \| Amber Neben \| États-Unis \| Equipe Nürnberger Versicherung \| + 1 min 25 s \| |                    |                  |                                        |                 |
| |                    |                  |                                        |                 |
| Source : Cycling Quotient |                    |                  |                                        |                 |
| Classement général |                    |                  |                                        |                 |
| Coureuse | Coureuse           | Pays             | Équipe                                 | Temps           |
| 1re | Emma Pooley        | Royaume-Uni      | Cervélo TestTeam                       | 3 h 09 min 09 s |
| 2e | Emma Johansson     | Suède            | Suède                                  | + 1 min 14 s    |
| 3e | Trixi Worrack      | Allemagne        | Equipe Nürnberger Versicherung         | + 1 min 14 s    |
| 4e | Ruth Corset        | Australie        | Australie                              | + 1 min 14 s    |
| 5e | Regina Bruins      | Pays-Bas         | Cervélo TestTeam                       | + 1 min 14 s    |
| 6e | Catherine Cheatley | Nouvelle-Zélande | Colavita-Sutter Home p/b Cooking Light | + 1 min 14 s    |
| 7e | Tiffany Cromwell   | Australie        | Colavita-Sutter Home p/b Cooking Light | + 1 min 18 s    |
| 8e | Erinne Willock     | Canada           | Webcor Builders                        | + 1 min 21 s    |
| 9e | Carla Ryan         | Australie        | Cervélo TestTeam                       | + 1 min 24 s    |
| 10e | Amber Neben        | États-Unis       | Equipe Nürnberger Versicherung         | + 1 min 25 s    |

### Points attribués
| Position           | 1er | 2e | 3e | 4e | 5e | 6e | 7e | 8e | 9e | 10e | 11e | 12e | 13e | 14e | 15e |
| Classement général | 100 | 70 | 40 | 30 | 25 | 20 | 15 | 10 | 9  | 8   | 7   | 6   | 5   | 4   | 3   |

## Liste des participantes
| Légende | Légende                                                                                       | Légende | Légende                                                    |
| ------- | --------------------------------------------------------------------------------------------- | ------- | ---------------------------------------------------------- |
| Num     | Dossard de départ porté par le coureur sur cette Coupe du monde cycliste féminine de Montréal | Pos     | Position à l'arrivée de la course                          |
|         | Indique un maillot de champion national ou mondial, suivi de sa spécialité                    | NP      | Indique un coureur qui n'a pas pris le départ de la course |
| AB      | Indique un coureur qui n'a pas terminé la course                                              | HD      | Indique un coureur qui a terminé la course hors des délais |

| Cervélo TestTeam CWT | Cervélo TestTeam CWT   | Cervélo TestTeam CWT |
| -------------------- | ---------------------- | -------------------- |
| Num                  | Coureuse               | Pos                  |
| 1                    | Regina Bruins (NED)    | 5e                   |
| 2                    | Sarah Düster (GER)     | HD                   |
| 3                    | Pascale Schnider (SUI) | AB                   |
| 4                    | Emma Pooley (GBR)      | 1re                  |
| 5                    | Carla Ryan (AUS)       | 9e                   |
| 6                    | Kirsten Wild (NED)     | AB                   |

| Equipe Nürnberger Versicherung NUR | Equipe Nürnberger Versicherung NUR | Equipe Nürnberger Versicherung NUR |
| ---------------------------------- | ---------------------------------- | ---------------------------------- |
| Num                                | Coureuse                           | Pos                                |
| 11                                 | Charlotte Becker (GER)             | AB                                 |
| 12                                 | Suzanne de Goede (NED)             | HD                                 |
| 13                                 | Trixi Worrack (GER)                | 3e                                 |
| 14                                 | Eva Lutz (GER)                     | AB                                 |
| 15                                 | Bianca Purath (GER)                | 25e                                |
| 16                                 | Amber Neben (USA)                  | 10e                                |

| Columbia-HTC Women TCW | Columbia-HTC Women TCW            | Columbia-HTC Women TCW |
| ---------------------- | --------------------------------- | ---------------------- |
| Num                    | Coureuse                          | Pos                    |
| 21                     | Mara Abbott (USA)                 | 11e                    |
| 22                     | Kimberly Anderson (USA)           | 21e                    |
| 23                     | Judith Arndt (GER)                | 23e                    |
| 24                     | Katherine Bates (AUS)             | AB                     |
| 25                     | Ellen van Dijk (NED)              | HD                     |
| 26                     | Alexandra Wrubleski (CAN) (route) | AB                     |

| Lotto-Belisol Ladiesteam LLT | Lotto-Belisol Ladiesteam LLT | Lotto-Belisol Ladiesteam LLT |
| ---------------------------- | ---------------------------- | ---------------------------- |
| Num                          | Coureuse                     | Pos                          |
| 31                           | Linn Torp (NOR)              | AB                           |
| 32                           | Rochelle Gilmore (AUS)       | AB                           |
| 33                           | Vera Koedooder (NED)         | AB                           |
| 34                           | Emma Mackie (AUS)            | AB                           |

| Selle Italia Ghezzi MSI | Selle Italia Ghezzi MSI   | Selle Italia Ghezzi MSI |
| ----------------------- | ------------------------- | ----------------------- |
| Num                     | Coureuse                  | Pos                     |
| 41                      | Martine Bras (NED)        | 30e                     |
| 42                      | Luisa Tamanini (ITA)      | AB                      |
| 43                      | Giada Borgato (ITA)       | HD                      |
| 44                      | Gloria Presti (ITA)       | HD                      |
| 45                      | Agne Bagdonaviciutė (LTU) | AB                      |
| 46                      | Laura Bozzolo (ITA)       | HD                      |

| MTN MTW | MTN MTW                     | MTN MTW |
| ------- | --------------------------- | ------- |
| Num     | Coureuse                    | Pos     |
| 51      | Larissa Kleinmann (GER)     | AB      |
| 52      | Chrissie Viljoen (RSA)      | HD      |
| 53      | Marissa van der Merwe (RSA) | 31e     |
| 54      | Cherise Willeit (RSA)       | HD      |
| 55      | Carla Swart (RSA)           | 18e     |

| Uniqa - ELK KSK | Uniqa - ELK KSK                   | Uniqa - ELK KSK |
| --------------- | --------------------------------- | --------------- |
| Num             | Coureuse                          | Pos             |
| 61              | Stefanie Degle (GER)              | HD              |
| 62              | Nathalie Lamborelle (LUX) (route) | HD              |
| 63              | Daniela Pintarelli (AUT)          | HD              |
| 64              | Martina Růžičková (CZE) (route)   | 22e             |

| ESGL 93-GSD Gestion ESG | ESGL 93-GSD Gestion ESG  | ESGL 93-GSD Gestion ESG |
| ----------------------- | ------------------------ | ----------------------- |
| Num                     | Coureuse                 | Pos                     |
| 71                      | Audrey Lemieux (CAN)     | AB                      |
| 72                      | Joëlle Numainville (CAN) | 16e                     |
| 73                      | Leda Cox (GBR)           | 29e                     |
| 74                      | Sophie Creux (FRA)       | AB                      |
| 75                      | Jennifer Letué (FRA)     | AB                      |
| 76                      | Christine Majerus (LUX)  | HD                      |

| Hitec Products-UCK HPU | Hitec Products-UCK HPU      | Hitec Products-UCK HPU |
| ---------------------- | --------------------------- | ---------------------- |
| Num                    | Coureuse                    | Pos                    |
| 82                     | Tone Hatteland Lima (NOR)   | AB                     |
| 83                     | Sara Mustonen (SWE)         | AB                     |
| 84                     | Line Margareta Foss (NOR)   | HD                     |
| 85                     | Margriet Helena Kloppenburg | AB                     |
| 86                     | Isabelle Söderberg (SWE)    | AB                     |

| Allemagne GER | Allemagne GER            | Allemagne GER |
| ------------- | ------------------------ | ------------- |
| Num           | Coureuse                 | Pos           |
| 91            | Hanka Kupfernagel        | AB            |
| 92            | Anna-Bianca Schnitzmeier | HD            |
| 93            | Laura Dittmann           | HD            |
| 94            | Elke Gebhardt            | HD            |
| 95            | Franziska Merten         | AB            |
| 96            | Denise Zuckermandel      | HD            |

| Australie AUS | Australie AUS    | Australie AUS |
| ------------- | ---------------- | ------------- |
| Num           | Coureuse         | Pos           |
| 101           | Carlee Taylor    | AB            |
| 102           | Kirsty Broun     | AB            |
| 103           | Lauren Kitchen   | AB            |
| 104           | Bridie O'Donnell | AB            |
| 105           | Amber Halliday   | AB            |
| 106           | Ruth Corset      | 4e            |

| Suède SWE | Suède SWE           | Suède SWE |
| --------- | ------------------- | --------- |
| Num       | Coureuse            | Pos       |
| 111       | Jessica Kihlbom     | AB        |
| 112       | Veronica Andrèasson | HD        |
| 113       | Emma Johansson      | 2e        |
| 114       | Karin Aune          | 28e       |

| Canada CAN | Canada CAN         | Canada CAN |
| ---------- | ------------------ | ---------- |
| Num        | Coureuse           | Pos        |
| 121        | Leah Guloien       | AB         |
| 122        | Andrea Bunnin      | AB         |
| 123        | Sarah Stewart      | HD         |
| 124        | Megan Rathwell     | AB         |
| 125        | Moriah Jo McGregor | HD         |
| 126        | Denise Ramsden     | HD         |

| Mexique MEX | Mexique MEX               | Mexique MEX |
| ----------- | ------------------------- | ----------- |
| Num         | Coureuse                  | Pos         |
| 131         | Giuseppina Grassi (route) | 15e         |
| 132         | Jessica Jurado            | AB          |
| 133         | Laura Morfin              | 24e         |
| 134         | Myriam Dominguez          | AB          |
| 135         | Verónica Leal             | 33e         |
| 136         | Mayra Del Rocio           | AB          |

| Colavita-Sutter Home p/b Cooking Light ___ | Colavita-Sutter Home p/b Cooking Light ___ | Colavita-Sutter Home p/b Cooking Light ___ |
| ------------------------------------------ | ------------------------------------------ | ------------------------------------------ |
| Num                                        | Coureuse                                   | Pos                                        |
| 151                                        | Catherine Cheatley (NZL)                   | 6e                                         |
| 152                                        | Tiffany Cromwell (AUS)                     | 7e                                         |
| 153                                        | Rachel Heal (GBR)                          | HD                                         |
| 154                                        | Heather Logan-Sprenger (CAN)               | 20e                                        |
| 155                                        | Andrea Dvorak (USA)                        | 26e                                        |
| 156                                        | Tina Pic (USA)                             | 12e                                        |

| Palo Alto Bicycle Shop-Tibco ___ | Palo Alto Bicycle Shop-Tibco ___ | Palo Alto Bicycle Shop-Tibco ___ |
| -------------------------------- | -------------------------------- | -------------------------------- |
| Num                              | Coureuse                         | Pos                              |
| 161                              | Brooke Miller (USA)              | AB                               |
| 162                              | Lauren Tamayo (USA)              | AB                               |
| 163                              | Joanne Kiesanowski (NZL)         | 14e                              |
| 164                              | Emma Rickards (AUS)              | AB                               |
| 165                              | Amber Rais (USA)                 | AB                               |
| 166                              | Julie Beveridge (CAN)            | 27e                              |

| Webcor Builders ___ | Webcor Builders ___     | Webcor Builders ___ |
| ------------------- | ----------------------- | ------------------- |
| Num                 | Coureuse                | Pos                 |
| 171                 | Katheryn Curi (USA)     | AB                  |
| 173                 | Erinne Willock (CAN)    | 8e                  |
| 174                 | Alexis Rhodes (AUS)     | 19e                 |
| 175                 | Nikki Butterfield (AUS) | 13e                 |
| 176                 | Amy Dombroski (USA)     | 17e                 |

| Specialized-Mazda-Samson ___ | Specialized-Mazda-Samson ___ | Specialized-Mazda-Samson ___ |
| ---------------------------- | ---------------------------- | ---------------------------- |
| Num                          | Coureuse                     | Pos                          |
| 181                          | Elisa Gagnon (CAN)           | AB                           |
| 182                          | Natasha Elliott (CAN)        | HD                           |
| 183                          | Kyla Rollinson (CAN)         | AB                           |
| 184                          | Karol-Ann Canuel (CAN)       | HD                           |
| 185                          | Julie Marceau (CAN)          | AB                           |
| 186                          | Mary Zider (USA)             | HD                           |

| Equipe Cascades-ABC Cycles CAS | Equipe Cascades-ABC Cycles CAS | Equipe Cascades-ABC Cycles CAS |
| ------------------------------ | ------------------------------ | ------------------------------ |
| Num                            | Coureuse                       | Pos                            |
| 191                            | Veronique Labonte (CAN)        | HD                             |
| 192                            | Joanie Caron (CAN)             | AB                             |
| 193                            | Lucie Poulin (CAN)             | HD                             |
| 194                            | Véronique Bilodeau (CAN)       | AB                             |

| Québec ___ | Québec ___                      | Québec ___ |
| ---------- | ------------------------------- | ---------- |
| Num        | Coureuse                        | Pos        |
| 201        | Véronique Fortin (CAN)          | 32e        |
| 202        | Laurie-Anne Dupont-Renaud (CAN) | AB         |
| 204        | Lex Albrecht (CAN)              | HD         |
| 205        | Geneviève Gagnon (CAN)          | AB         |

| Ultralink ___ | Ultralink ___                 | Ultralink ___ |
| ------------- | ----------------------------- | ------------- |
| Num           | Coureuse                      | Pos           |
| 211           | Shanie Bergeron (CAN)         | AB            |
| 212           | Emma Petersen (NZL)           | HD            |
| 213           | Allison Lampi (CAN)           | AB            |
| 214           | Krystal Jeffs (CAN)           | AB            |
| 215           | Chloé Saint-Arnaud-Watt (CAN) | AB            |

| Cervélo TestTeam CWT | Cervélo TestTeam CWT   | Cervélo TestTeam CWT |
| -------------------- | ---------------------- | -------------------- |
| Num                  | Coureuse               | Pos                  |
| 1                    | Regina Bruins (NED)    | 5e                   |
| 2                    | Sarah Düster (GER)     | HD                   |
| 3                    | Pascale Schnider (SUI) | AB                   |
| 4                    | Emma Pooley (GBR)      | 1re                  |
| 5                    | Carla Ryan (AUS)       | 9e                   |
| 6                    | Kirsten Wild (NED)     | AB                   |

| Equipe Nürnberger Versicherung NUR | Equipe Nürnberger Versicherung NUR | Equipe Nürnberger Versicherung NUR |
| ---------------------------------- | ---------------------------------- | ---------------------------------- |
| Num                                | Coureuse                           | Pos                                |
| 11                                 | Charlotte Becker (GER)             | AB                                 |
| 12                                 | Suzanne de Goede (NED)             | HD                                 |
| 13                                 | Trixi Worrack (GER)                | 3e                                 |
| 14                                 | Eva Lutz (GER)                     | AB                                 |
| 15                                 | Bianca Purath (GER)                | 25e                                |
| 16                                 | Amber Neben (USA)                  | 10e                                |

| Columbia-HTC Women TCW | Columbia-HTC Women TCW            | Columbia-HTC Women TCW |
| ---------------------- | --------------------------------- | ---------------------- |
| Num                    | Coureuse                          | Pos                    |
| 21                     | Mara Abbott (USA)                 | 11e                    |
| 22                     | Kimberly Anderson (USA)           | 21e                    |
| 23                     | Judith Arndt (GER)                | 23e                    |
| 24                     | Katherine Bates (AUS)             | AB                     |
| 25                     | Ellen van Dijk (NED)              | HD                     |
| 26                     | Alexandra Wrubleski (CAN) (route) | AB                     |

| Lotto-Belisol Ladiesteam LLT | Lotto-Belisol Ladiesteam LLT | Lotto-Belisol Ladiesteam LLT |
| ---------------------------- | ---------------------------- | ---------------------------- |
| Num                          | Coureuse                     | Pos                          |
| 31                           | Linn Torp (NOR)              | AB                           |
| 32                           | Rochelle Gilmore (AUS)       | AB                           |
| 33                           | Vera Koedooder (NED)         | AB                           |
| 34                           | Emma Mackie (AUS)            | AB                           |

| Selle Italia Ghezzi MSI | Selle Italia Ghezzi MSI   | Selle Italia Ghezzi MSI |
| ----------------------- | ------------------------- | ----------------------- |
| Num                     | Coureuse                  | Pos                     |
| 41                      | Martine Bras (NED)        | 30e                     |
| 42                      | Luisa Tamanini (ITA)      | AB                      |
| 43                      | Giada Borgato (ITA)       | HD                      |
| 44                      | Gloria Presti (ITA)       | HD                      |
| 45                      | Agne Bagdonaviciutė (LTU) | AB                      |
| 46                      | Laura Bozzolo (ITA)       | HD                      |

| MTN MTW | MTN MTW                     | MTN MTW |
| ------- | --------------------------- | ------- |
| Num     | Coureuse                    | Pos     |
| 51      | Larissa Kleinmann (GER)     | AB      |
| 52      | Chrissie Viljoen (RSA)      | HD      |
| 53      | Marissa van der Merwe (RSA) | 31e     |
| 54      | Cherise Willeit (RSA)       | HD      |
| 55      | Carla Swart (RSA)           | 18e     |

| Uniqa - ELK KSK | Uniqa - ELK KSK                   | Uniqa - ELK KSK |
| --------------- | --------------------------------- | --------------- |
| Num             | Coureuse                          | Pos             |
| 61              | Stefanie Degle (GER)              | HD              |
| 62              | Nathalie Lamborelle (LUX) (route) | HD              |
| 63              | Daniela Pintarelli (AUT)          | HD              |
| 64              | Martina Růžičková (CZE) (route)   | 22e             |

| ESGL 93-GSD Gestion ESG | ESGL 93-GSD Gestion ESG  | ESGL 93-GSD Gestion ESG |
| ----------------------- | ------------------------ | ----------------------- |
| Num                     | Coureuse                 | Pos                     |
| 71                      | Audrey Lemieux (CAN)     | AB                      |
| 72                      | Joëlle Numainville (CAN) | 16e                     |
| 73                      | Leda Cox (GBR)           | 29e                     |
| 74                      | Sophie Creux (FRA)       | AB                      |
| 75                      | Jennifer Letué (FRA)     | AB                      |
| 76                      | Christine Majerus (LUX)  | HD                      |

| Hitec Products-UCK HPU | Hitec Products-UCK HPU      | Hitec Products-UCK HPU |
| ---------------------- | --------------------------- | ---------------------- |
| Num                    | Coureuse                    | Pos                    |
| 82                     | Tone Hatteland Lima (NOR)   | AB                     |
| 83                     | Sara Mustonen (SWE)         | AB                     |
| 84                     | Line Margareta Foss (NOR)   | HD                     |
| 85                     | Margriet Helena Kloppenburg | AB                     |
| 86                     | Isabelle Söderberg (SWE)    | AB                     |

| Allemagne GER | Allemagne GER            | Allemagne GER |
| ------------- | ------------------------ | ------------- |
| Num           | Coureuse                 | Pos           |
| 91            | Hanka Kupfernagel        | AB            |
| 92            | Anna-Bianca Schnitzmeier | HD            |
| 93            | Laura Dittmann           | HD            |
| 94            | Elke Gebhardt            | HD            |
| 95            | Franziska Merten         | AB            |
| 96            | Denise Zuckermandel      | HD            |

| Australie AUS | Australie AUS    | Australie AUS |
| ------------- | ---------------- | ------------- |
| Num           | Coureuse         | Pos           |
| 101           | Carlee Taylor    | AB            |
| 102           | Kirsty Broun     | AB            |
| 103           | Lauren Kitchen   | AB            |
| 104           | Bridie O'Donnell | AB            |
| 105           | Amber Halliday   | AB            |
| 106           | Ruth Corset      | 4e            |

| Suède SWE | Suède SWE           | Suède SWE |
| --------- | ------------------- | --------- |
| Num       | Coureuse            | Pos       |
| 111       | Jessica Kihlbom     | AB        |
| 112       | Veronica Andrèasson | HD        |
| 113       | Emma Johansson      | 2e        |
| 114       | Karin Aune          | 28e       |

| Canada CAN | Canada CAN         | Canada CAN |
| ---------- | ------------------ | ---------- |
| Num        | Coureuse           | Pos        |
| 121        | Leah Guloien       | AB         |
| 122        | Andrea Bunnin      | AB         |
| 123        | Sarah Stewart      | HD         |
| 124        | Megan Rathwell     | AB         |
| 125        | Moriah Jo McGregor | HD         |
| 126        | Denise Ramsden     | HD         |

| Mexique MEX | Mexique MEX               | Mexique MEX |
| ----------- | ------------------------- | ----------- |
| Num         | Coureuse                  | Pos         |
| 131         | Giuseppina Grassi (route) | 15e         |
| 132         | Jessica Jurado            | AB          |
| 133         | Laura Morfin              | 24e         |
| 134         | Myriam Dominguez          | AB          |
| 135         | Verónica Leal             | 33e         |
| 136         | Mayra Del Rocio           | AB          |

| Colavita-Sutter Home p/b Cooking Light ___ | Colavita-Sutter Home p/b Cooking Light ___ | Colavita-Sutter Home p/b Cooking Light ___ |
| ------------------------------------------ | ------------------------------------------ | ------------------------------------------ |
| Num                                        | Coureuse                                   | Pos                                        |
| 151                                        | Catherine Cheatley (NZL)                   | 6e                                         |
| 152                                        | Tiffany Cromwell (AUS)                     | 7e                                         |
| 153                                        | Rachel Heal (GBR)                          | HD                                         |
| 154                                        | Heather Logan-Sprenger (CAN)               | 20e                                        |
| 155                                        | Andrea Dvorak (USA)                        | 26e                                        |
| 156                                        | Tina Pic (USA)                             | 12e                                        |

| Palo Alto Bicycle Shop-Tibco ___ | Palo Alto Bicycle Shop-Tibco ___ | Palo Alto Bicycle Shop-Tibco ___ |
| -------------------------------- | -------------------------------- | -------------------------------- |
| Num                              | Coureuse                         | Pos                              |
| 161                              | Brooke Miller (USA)              | AB                               |
| 162                              | Lauren Tamayo (USA)              | AB                               |
| 163                              | Joanne Kiesanowski (NZL)         | 14e                              |
| 164                              | Emma Rickards (AUS)              | AB                               |
| 165                              | Amber Rais (USA)                 | AB                               |
| 166                              | Julie Beveridge (CAN)            | 27e                              |

| Webcor Builders ___ | Webcor Builders ___     | Webcor Builders ___ |
| ------------------- | ----------------------- | ------------------- |
| Num                 | Coureuse                | Pos                 |
| 171                 | Katheryn Curi (USA)     | AB                  |
| 173                 | Erinne Willock (CAN)    | 8e                  |
| 174                 | Alexis Rhodes (AUS)     | 19e                 |
| 175                 | Nikki Butterfield (AUS) | 13e                 |
| 176                 | Amy Dombroski (USA)     | 17e                 |

| Specialized-Mazda-Samson ___ | Specialized-Mazda-Samson ___ | Specialized-Mazda-Samson ___ |
| ---------------------------- | ---------------------------- | ---------------------------- |
| Num                          | Coureuse                     | Pos                          |
| 181                          | Elisa Gagnon (CAN)           | AB                           |
| 182                          | Natasha Elliott (CAN)        | HD                           |
| 183                          | Kyla Rollinson (CAN)         | AB                           |
| 184                          | Karol-Ann Canuel (CAN)       | HD                           |
| 185                          | Julie Marceau (CAN)          | AB                           |
| 186                          | Mary Zider (USA)             | HD                           |

| Equipe Cascades-ABC Cycles CAS | Equipe Cascades-ABC Cycles CAS | Equipe Cascades-ABC Cycles CAS |
| ------------------------------ | ------------------------------ | ------------------------------ |
| Num                            | Coureuse                       | Pos                            |
| 191                            | Veronique Labonte (CAN)        | HD                             |
| 192                            | Joanie Caron (CAN)             | AB                             |
| 193                            | Lucie Poulin (CAN)             | HD                             |
| 194                            | Véronique Bilodeau (CAN)       | AB                             |

| Québec ___ | Québec ___                      | Québec ___ |
| ---------- | ------------------------------- | ---------- |
| Num        | Coureuse                        | Pos        |
| 201        | Véronique Fortin (CAN)          | 32e        |
| 202        | Laurie-Anne Dupont-Renaud (CAN) | AB         |
| 204        | Lex Albrecht (CAN)              | HD         |
| 205        | Geneviève Gagnon (CAN)          | AB         |

| Ultralink ___ | Ultralink ___                 | Ultralink ___ |
| ------------- | ----------------------------- | ------------- |
| Num           | Coureuse                      | Pos           |
| 211           | Shanie Bergeron (CAN)         | AB            |
| 212           | Emma Petersen (NZL)           | HD            |
| 213           | Allison Lampi (CAN)           | AB            |
| 214           | Krystal Jeffs (CAN)           | AB            |
| 215           | Chloé Saint-Arnaud-Watt (CAN) | AB            |

Source.